# Fàdia
|  | Per a altres significats, vegeu «Fàdia (dona de Marc Antoni)». |

Fàdia (en llatí Fadia) va ser una dama romana filla de Quint Fadi Gal (Quintus Fadius Gallus). De la seva herència se'n va apoderar mitjançant el frau, Publi Sextili Ruf.